# Sirat
Sirat is een Spaans-Franse dramafilm uit 2025, geregisseerd en mede geschreven door Oliver Laxe. De hoofdrollen worden vertolkt door Sergi López en Bruno Núñez.

## Verhaal
Nadat zijn dochter verdwijnt tijdens een rave, reist een vader met zijn zoon naar Marokko om haar te zoeken.

## Rolverdeling
| Acteur                | Personage |
| --------------------- | --------- |
| Sergi López           | Luis      |
| Bruno Núñez           | Esteban   |
| Jade Oukid            | Jade      |
| Tonin Janvier         | Tonin     |
| Richard Bellamy       | Bigui     |
| Stefania Gadda        | Stef      |
| Joshua Liam Henderson | Josh      |

## Productie
In de film spelen Sergi López en de jonge acteur Bruno Núñez, evenals een groep niet-professionele acteurs. De film, geregisseerd door Oliver Axe, werd door Axe geschreven samen met zijn vaste medewerker Santiago Fillol. De film wordt geproduceerd door El Deseo, het productiebedrijf van de broers Agustín en Pedro Almodóvar, in samenwerking met Filmes Da Ermida, Uri Films en 4A4 Productions. De film kreeg onder andere 1,2 miljoen euro financiële steun van het Instituto de la Cinematografía y de las Artes Audiovisuales (ICAA) van het Spaanse Ministerie van Cultuur.

### Filmopnames
De filmopnames vonden plaats vanaf mei 2024 in Teruel tot 16 juni 2024 en werden daarna in Zaragoza en Marokko voortgezet. De film werd opgenomen op 16mm-film.

## Release en ontvangst
Sirat ging op 15 mei 2025 in première op het Filmfestival van Cannes in de competitie voor de Gouden Palm. De film won de juryprijs (ex aequo met In die Sonne schauen). De film wordt vanaf 6 juni 2025 vertoond in de Spaanse bioscopen en zal daarna beschikbaar zijn op het Movistar Plus+ platform.

## Prijzen en nominaties
De belangrijkste:
| Jaar | Prijs                   | Categorie                      | Genomineerde(n) | Uitslag     |
| ---- | ----------------------- | ------------------------------ | --------------- | ----------- |
| 2025 | Filmfestival van Cannes | Gouden Palm                    | Oliver Laxe     | Genomineerd |
| 2025 | Filmfestival van Cannes | Palme Dog - Grand Prix du Jury | Pipa en Lupita  | Gewonnen    |
| 2025 | Filmfestival van Cannes | Juryprijs                      | Oliver Laxe     | Gewonnen    |